# 大阪国際平和センター
大阪国際平和センター（おおさかこくさいへいわセンター、愛称：ピースおおさか）は、大阪市中央区の大阪城公園内にある、戦争と平和に関する調査研究や展示を行う施設。運営者は公益財団法人大阪国際平和センター。

## 概要
1989年（平成元年）、大阪府と大阪市の出資により財団法人大阪国際平和センターが設立され、1991年（平成3年）に開館した。
大阪大空襲など50回を超えるアメリカ軍の無差別爆撃により、一面の焼け野原となり戦争で大きな被害を受けた大阪において、それらの被害を記録し、戦争の悲惨さと平和の尊さを後世に伝えるため大阪府と大阪市が共同で設置した。展示室も設けられており、大阪に落とされた1トン爆弾の模型や写真、満州事変から太平洋戦争終結に至るまでの戦争や原爆、アウシュビッツに関する展示がある。
開館から2014年8月までに188万人が訪れており、来場者の過半数は課外授業などで訪れる小中学生等である。

## 朝鮮コーナーにおける誤展示と撤去
2011年10月28日、「朝鮮コーナー」の写真4枚すべてが解説文の内容と異なっていたとして撤去された。これは、大阪維新の会（当時）所属の府議による「間違いではないか」との指摘を受けて調査した結果、1939年以降に日本に連行された朝鮮人の証拠写真として、戦前朝鮮に建設された水豊ダムの作業現場を撮影した写真、および1926年9月9日付の新聞に掲載された写真を「虐待された土木労働者」として、1932年に撮影された写真2枚を「鉄道工事場での朝鮮人虐殺」として展示していたことが判明したためである。
解説文には「昭和14年以降、労働力不足を補うため、朝鮮人を強制的に日本に連行して労働に従事させた。形式的に募集、官斡旋などと称されていたが実質的には全て強制だった」と記されていた。これらは1991年の開館時から20年以上に亘り展示されていた。展示を企画した担当者がすでに他界しており、どのような経緯で誤った写真を展示したのか不明だという
。

## 組織
- 代表理事：京極務
- 業務執行理事：片山靖隆
- 理事：飯田明子、田中宏和、三ツ石浩幸、村尾尚太郎
- 評議員：江島芳孝、島本貞文、大長庸祐、西浦博久、山幡一雄、山本晋次
- 監事：木村勝一、黒石力

（2021年6月15日現在）

## 施設概要
- 所在地：大阪市中央区大阪城2番1号
- 開館時間：午前9時30分～午後5時
- 休館日：月曜日、国民の祝日の翌日、年末、年始、毎月月末
- 交通：JR大阪環状線・地下鉄中央線・地下鉄長堀鶴見緑地線 森ノ宮駅から5分